# Sujata Koirala

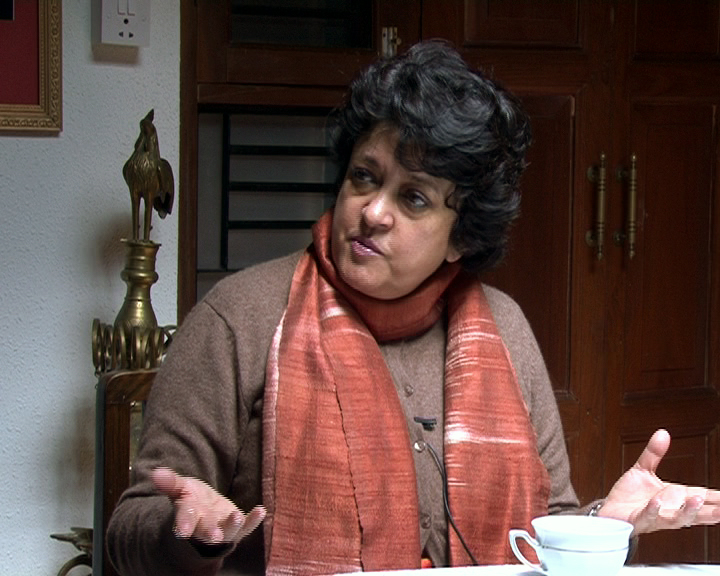
Sujata Koirala

Sujata Koirala (* 9. Februar 1954 in Biratnagar) ist eine nepalesische Politikerin.

## Biografie
Sujata Koirala stammt aus der einflussreichen nepalesischen Politikerfamilie Koirala. Sowohl ihr Vater Girija Prasad Koirala als auch dessen Brüder Matrika Prasad Koirala und Bishweshwar Prasad Koirala waren Premierminister Nepals. Außerdem war Man Mohan Adhikari, ein Cousin der Brüder Koirala, Ministerpräsident Nepals.
Wie ihr Vater trat auch sie der Nepalesischen Kongresspartei (Nepali Congress Party) bei und wurde zum Exekutivmitglied des Zentralkomitees der NCP gewählt. In diesem war sie zugleich Leiterin der Abteilung für Internationale Beziehungen und nahm damit nach der zunehmenden Demokratisierung des Landes nach 1990 eine wichtige Stellung ein und zugleich enge Vertraute ihres Vaters Girija Koirala, der nach wie vor Vorsitzender der NCP ist.
Ihr Vater berief sie zwischen 2006 und 2008 auch zur Ministerin in dessen Kabinett. In dieser Zeit wurde ihr im Januar 2008 von der maoistischen Kommunistische Partei Nepals vorgeworfen sich für die Monarchie und den entmachteten König Gyanendra einzusetzen und ihre Entlassung als Ministerin gefordert.
Bei der Wahl zur Verfassunggebenden Versammlung Nepals 2008 wurde sie als Vertreterin der NCP zum Mitglied dieses Interimsparlaments gewählt.
Am 4. Juni 2009 wurde sie von Premierminister Madhav Kumar Nepal zur Außenministerin in dessen Kabinett berufen. Zugleich wurde sie von ihrem Vater zur Leiterin der Gruppe der NCP-Minister in der Koalitionsregierung ernannt.